# Union Sportive Rumelange
US Rumelange é uma equipe luxemburguesa de futebol com sede em Rumelange. Disputa a primeira divisão de Luxemburgo (Campeonato Luxemburguês de Futebol).
Seus jogos são mandados no Stade Municipal, que possui capacidade para 2.950 espectadores.

## História
O US Rumelange foi fundado em 1908.